# Lys (sous-affluent du Pô)
Pour la rivière du même nom dans le nord de la France et de la Belgique, voir Lys.
Pour les articles homonymes, voir Lys (homonymie).
 (janvier 2016).
Si vous disposez d'ouvrages ou d'articles de référence ou si vous connaissez des sites web de qualité traitant du thème abordé ici, merci de compléter l'article en donnant les références utiles à sa vérifiabilité et en les liant à la section « Notes et références ».
Le Lys (en Greschoneytitsch, Liisu ; en Éischemtöitschu, Lyesu) est un affluent de la Doire Baltée, et descend de la Vallée du Lys, dans la basse Vallée d'Aoste, dans le nord de l’Italie. C'est un sous-affluent du Pô.

## Géographie
La longueur de son cours d'eau est de 40 km. Il découle du glacier du Lys, au pied de la Pyramide Vincent, dans le massif du Mont Rose.
Le long de son parcours, il traverse le gouffre de Guillemore, et reçoit, du versant gauche, les torrents Avan-Cir, Glassit, Loo, Mos, Niel, Pacoulla et Tourrison, du versant droite les torrents rû de Nantay, Stolen et Valbounu.
Il se jette dans la Doire Baltée à Pont-Saint-Martin.

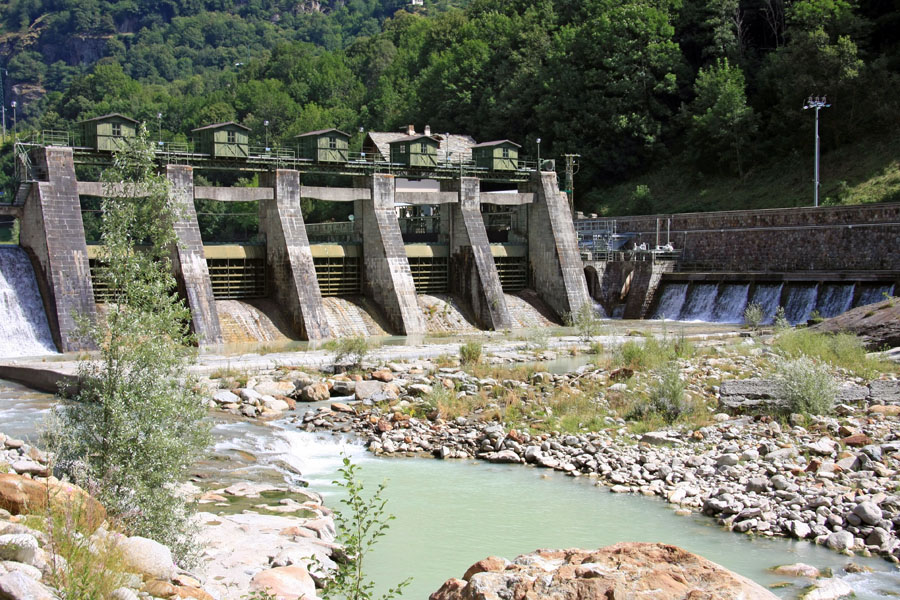
Le barrage de Guillemore, partie de la centrale CVE d'Issime, qui sépare symboliquqment la haute et la basse vallée du Lys.
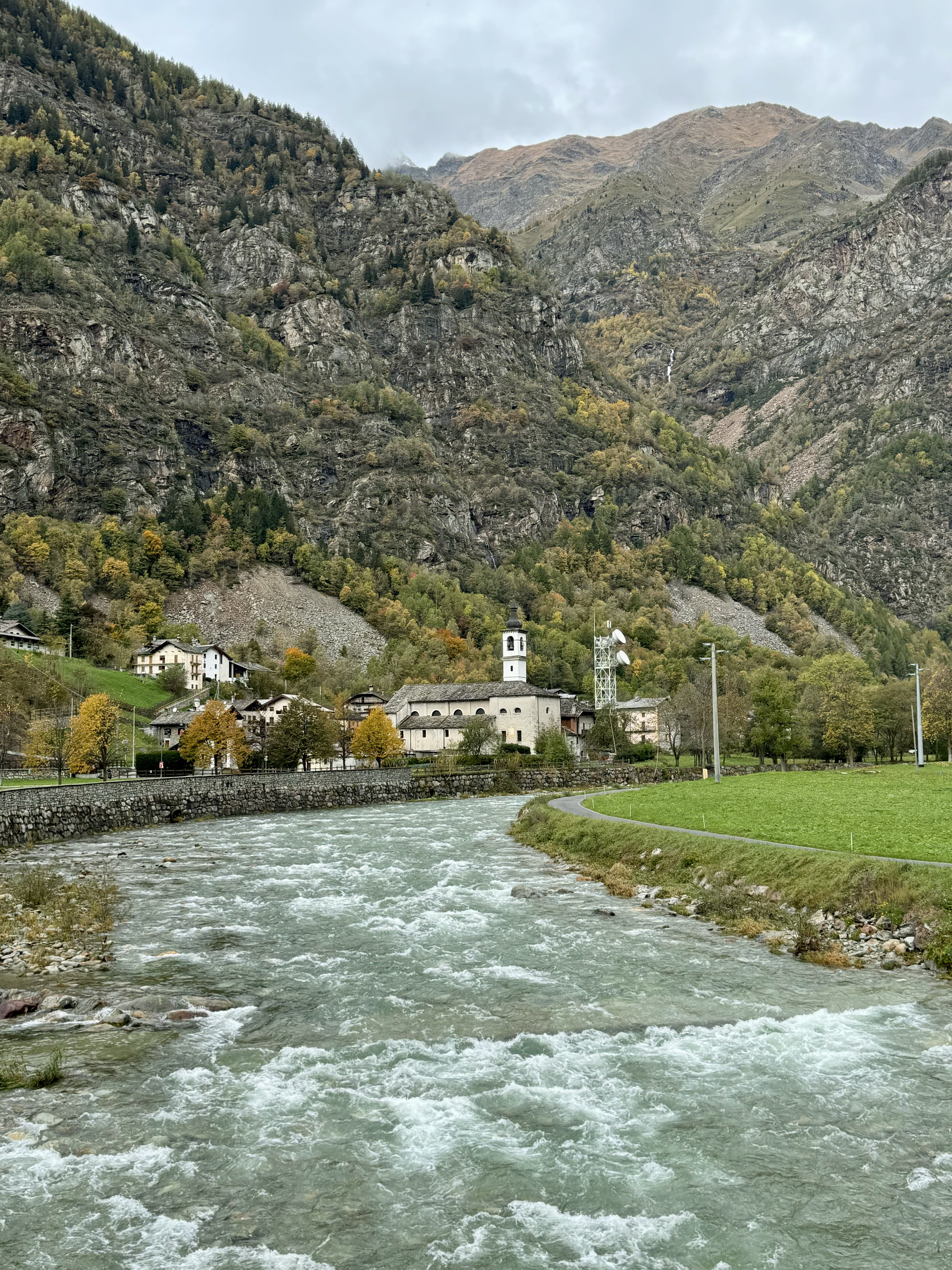
Le Lys à Issime.
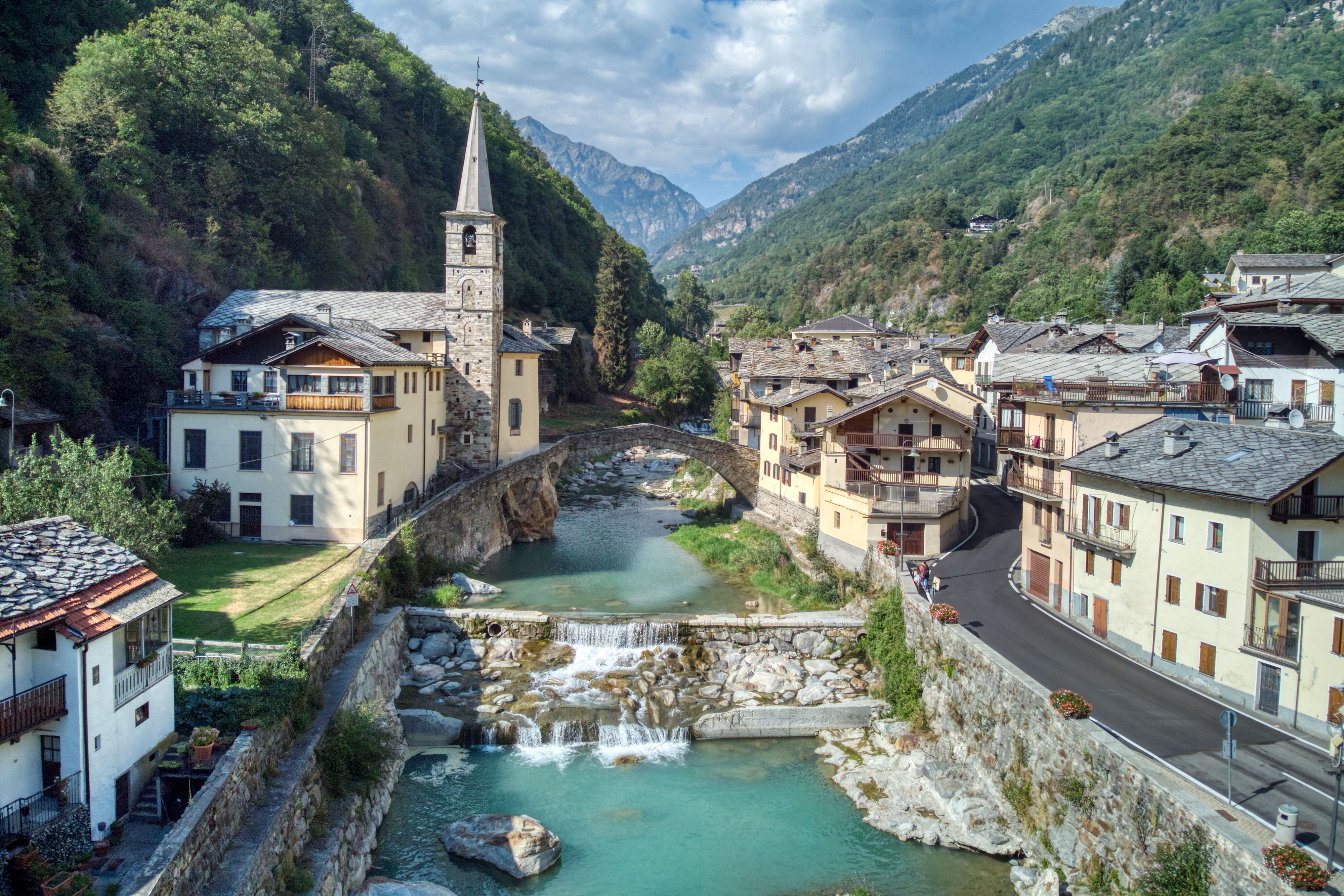
Le Lys à Fontainemore
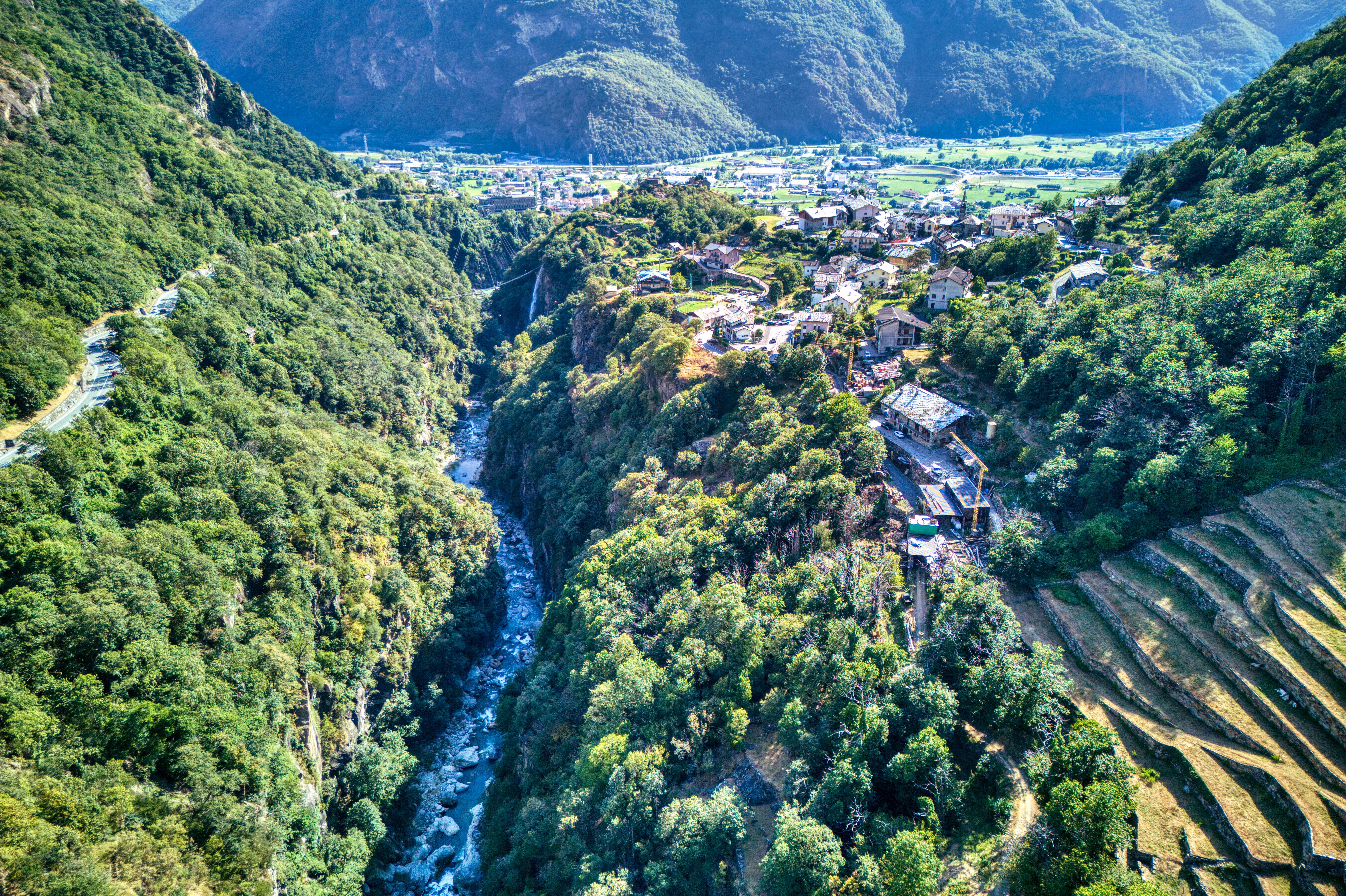
Le Lys dans la commune de Perloz.